# Rokštejn
Rokštejn je zřícenina hradu ležící na skalnatém návrší nad údolím říčky Brtnice, v katastrálním území Panská Lhota města Brtnice v okrese Jihlava. Torza dvou hradních paláců s hranolovou věží a zbytky hospodářských budov tvoří jednu z největších hradních zřícenin na Českomoravské vrchovině. Rokštejn je zapsán na seznamu kulturních památek a od roku 1981 zde probíhá systematický archeologický výzkum. Areál je volně přístupný s možností komentovaných prohlídek.

## Historie
Jako jeden z nejstarších moravských hradů podunajského typu pochází z 80. let 13. století. Původně se jmenoval Ruteštejn podle Rutha (Hruta) z rodu Hrutoviců, který jej pravděpodobně po roce 1270 založil. Poprvé je v pramenech připomínán roku 1289 na listině, kterou Dětřich z Kněžic daroval patronátu kostela v Opatově kněžickému faráři a želivským premonstrátům. Jedna z pečetí na této listině patřila právě Ruthovi z Rutenštejna (= Rokštejna). Za nevyjasněných okolností se hradu kolem roku 1359 zmocnil moravský markrabě Jan Jindřich, hrad se stal centrem jeho statků v okolí, hájit měl též markraběcí zájmy proti blízké Jihlavě. Kolem roku 1362 byl do té doby nevelký hrad přestavěn a rozšířen. Podle archeologického průzkumu se jednalo o tzv. dvojhrad (neboli ganerbenburg), jedinečnou středověkou stavbu na českém území. Jádro horního hradu tvořila věž a palác s kaplí a velkým sálem, jehož místnost vytápěla kachlová kamna a krby. Na východní straně se pak nachází malá věž. Dolní hrad sestával z paláce, kuchyně a hospodářských objektů.
Po Janu Jindřichovi hrad zdědil jeho syn markrabě Jošt, který však v rámci tzv. markraběcích válek vedl majetkové spory se svými bratry Prokopem a Janem Soběslavem. Podle některých dochovaných listin je zřejmé, že různí členové lucemburského rodu na Rokštejně v té době příležitostně pobývali, majetkové poměry jsou ale nepřehledné. Až koncem 14. století došlo ke smíru a Rokštejn převzal Prokop. Byl však zadlužen a již v roce 1399 jako jeho hlavní věřitel převzal Rokštejn Hynek z Valdštejna, nejvyšší číšník Moravského markrabství. Hynek z Valdštejna přistoupil k dalšímu rozšíření hradu a také skoupil řadu vesnic v okolí, čímž vytvořil majetkové zázemí této linie Valdštejnů na více než dvě století. Za husitských válek hrad patřil Zikmundovi z Valdštejna, který byl s katolickou Jihlavou v nepřátelském stavu, jihlavské vojsko proto hrad oblehlo a jeho obránci byli nuceni odejít. Hrad byl pobořen, ale v polovině 15. století byl pravděpodobně nouzově zajištěn. Valdštejnové své sídlo přenesli do Brtnice, i když ještě dočasně nadále užívali i predikát z Rukštejna. V rámci brtnického panství byl Rokštejn majetkem Valdštejnů až do pobělohorských konfiskací, poté spolu s Brtnicí až do roku 1945 patřil Collaltům.

## Archeologický výzkum
V souvislosti s plánovanou výstavbou přehrady Střížov byl v roce 1981 zahájen systematický archeologický výzkum zříceniny Rokštejna pod vedením historika Zdeňka Měřínského. Dlouholetý a důkladný průzkum přinesl četné poznatky nejen o složitém stavebním vývoji hradu, ale díky nálezu řady předmětů také o životě ve středověku. V základech věže byla nalezena kostra novorozence, což je cenný doklad přežívajících pohanských zvyků ve 13. století. Věřilo se, že hradu lze tímto způsobem zajistit nedobytnost. V šachtě brány do horního hradu byl nalezen unikátní soubor hracích kostek (největší kolekce v Evropě), což svědčí o tom, že si strážní krátili čas hrou.

## Současnost
Zřícenina hradu Rokštejn je majetkem města Brtnice, stále zde probíhá archeologický výzkum, po smrti Zdeňka Měřínského (2016) jej vede Jana Mazáčková z vědecko-výzkumné stanice Panská Lhota (Ústav archeologie a muzeologie Masarykovy univerzity v Brně). Areál hradu je volně přístupný s možností komentovaných prohlídek, v letní turistické sezóně zde probíhá řada kulturních akcí.Velkou záhadou Rokštejna jsou bohaté archeologické nálezy hracích kostek

## Fotogalerie

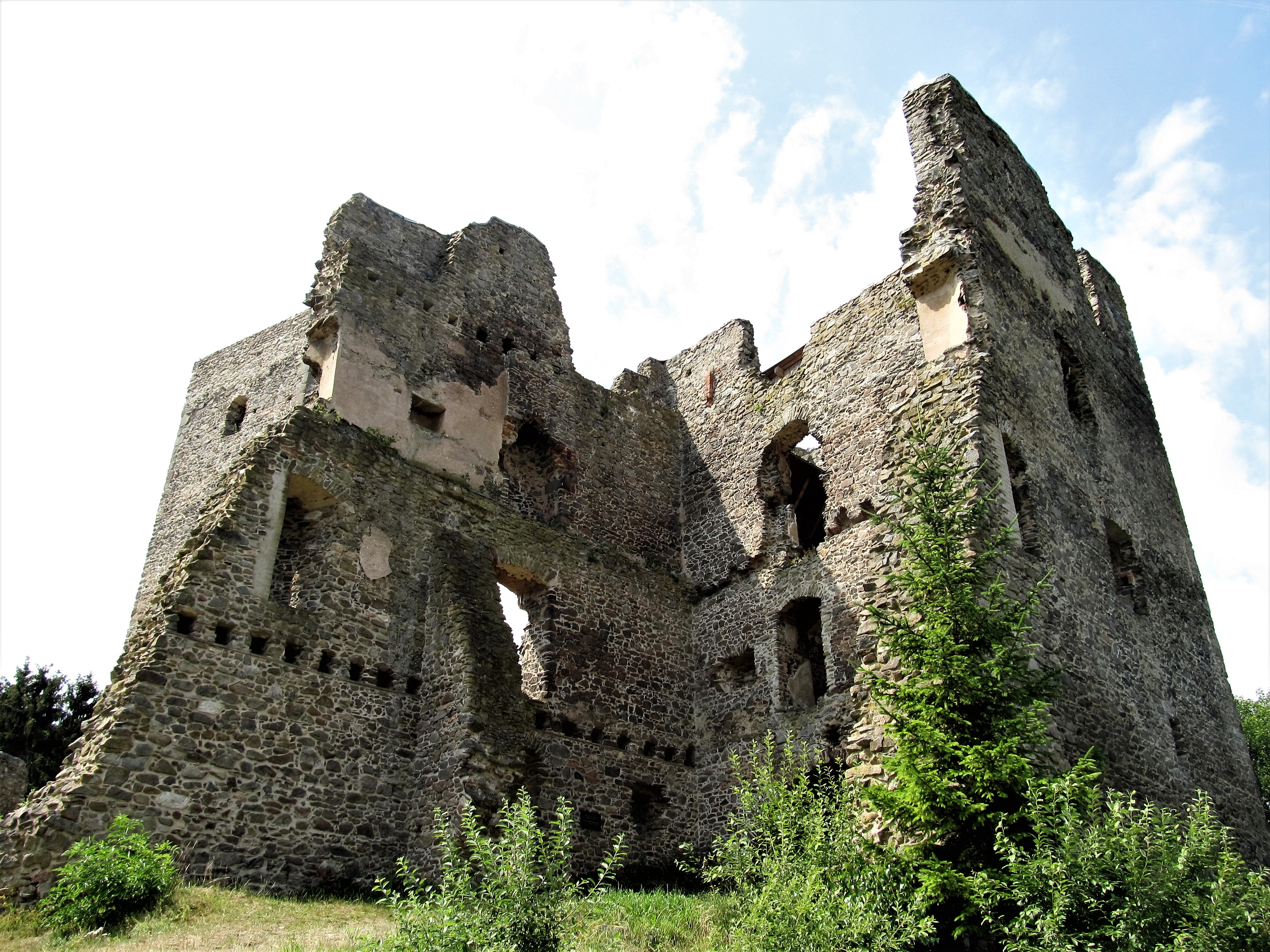
Palác horního hradu
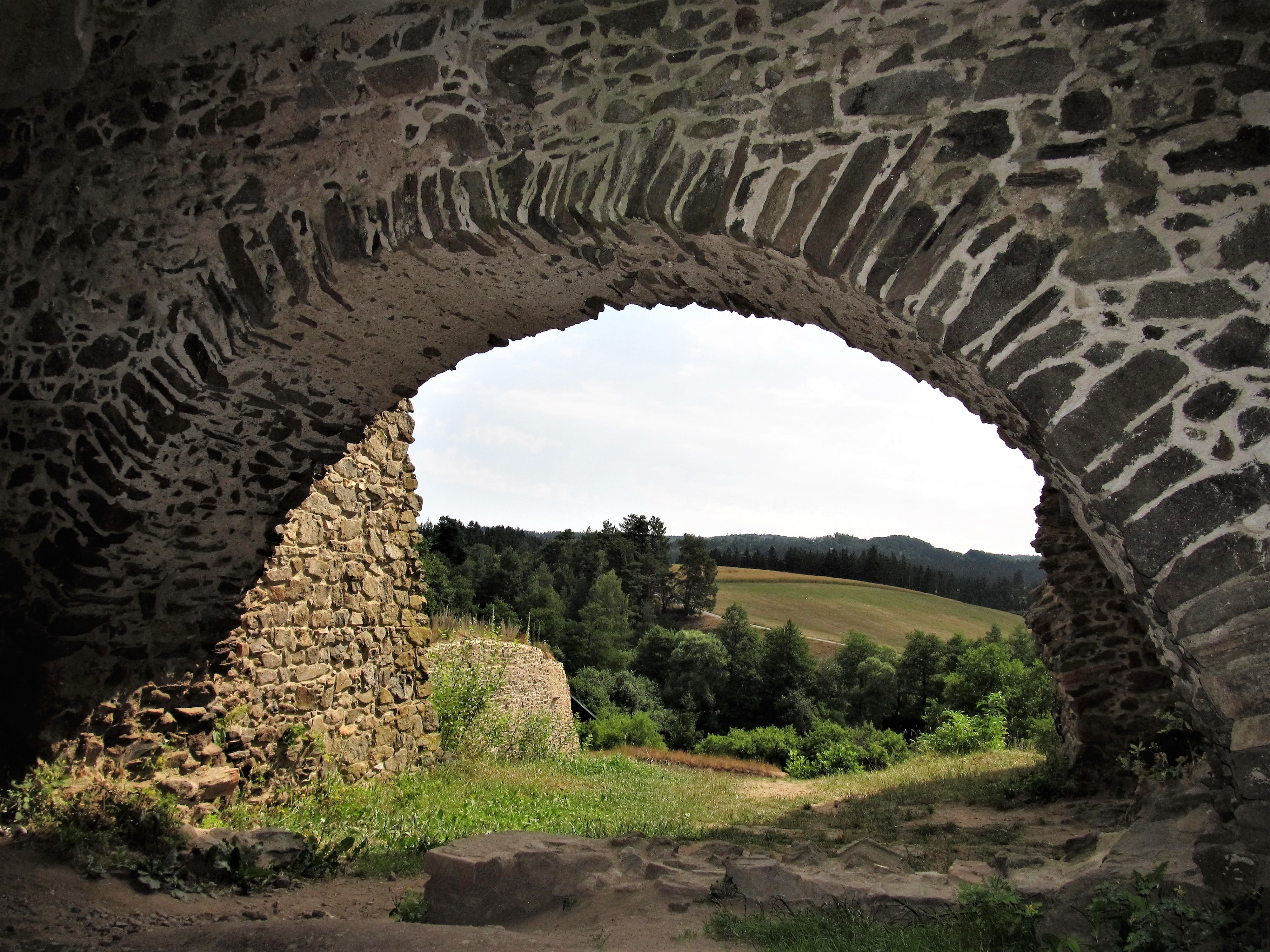
Přízemí paláce horního hradu
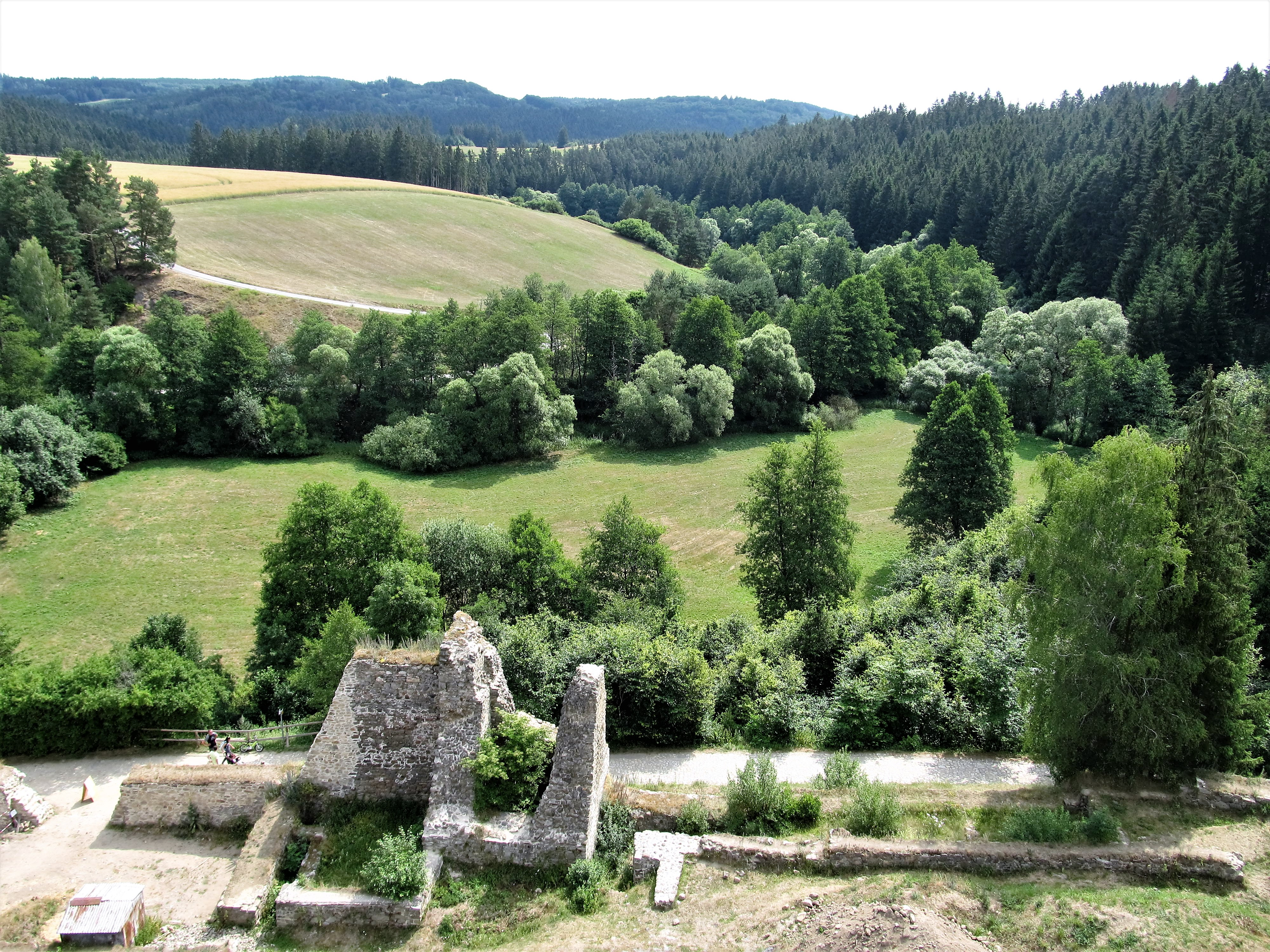
Pohled z věže východním směrem
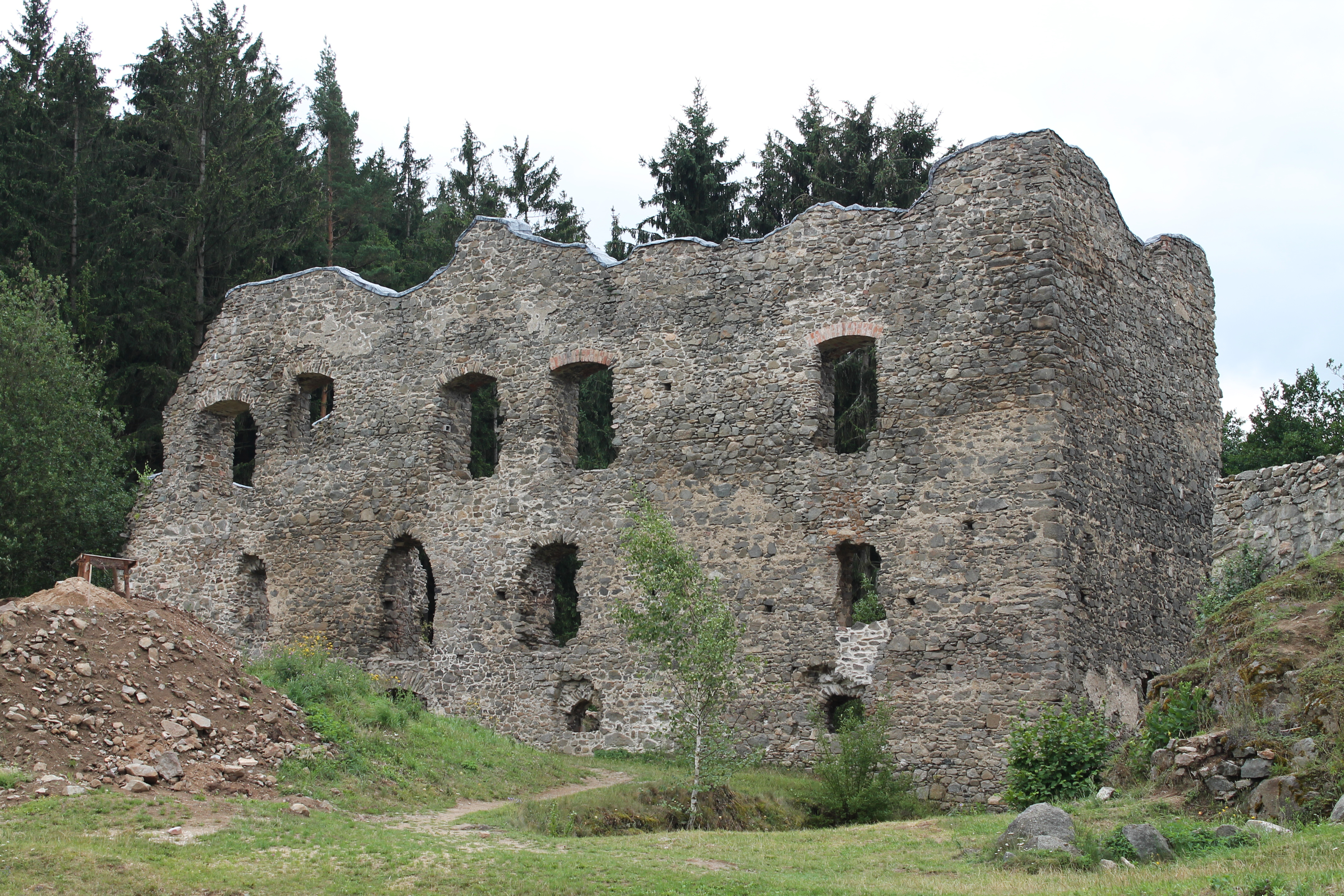
Palác dolního hradu
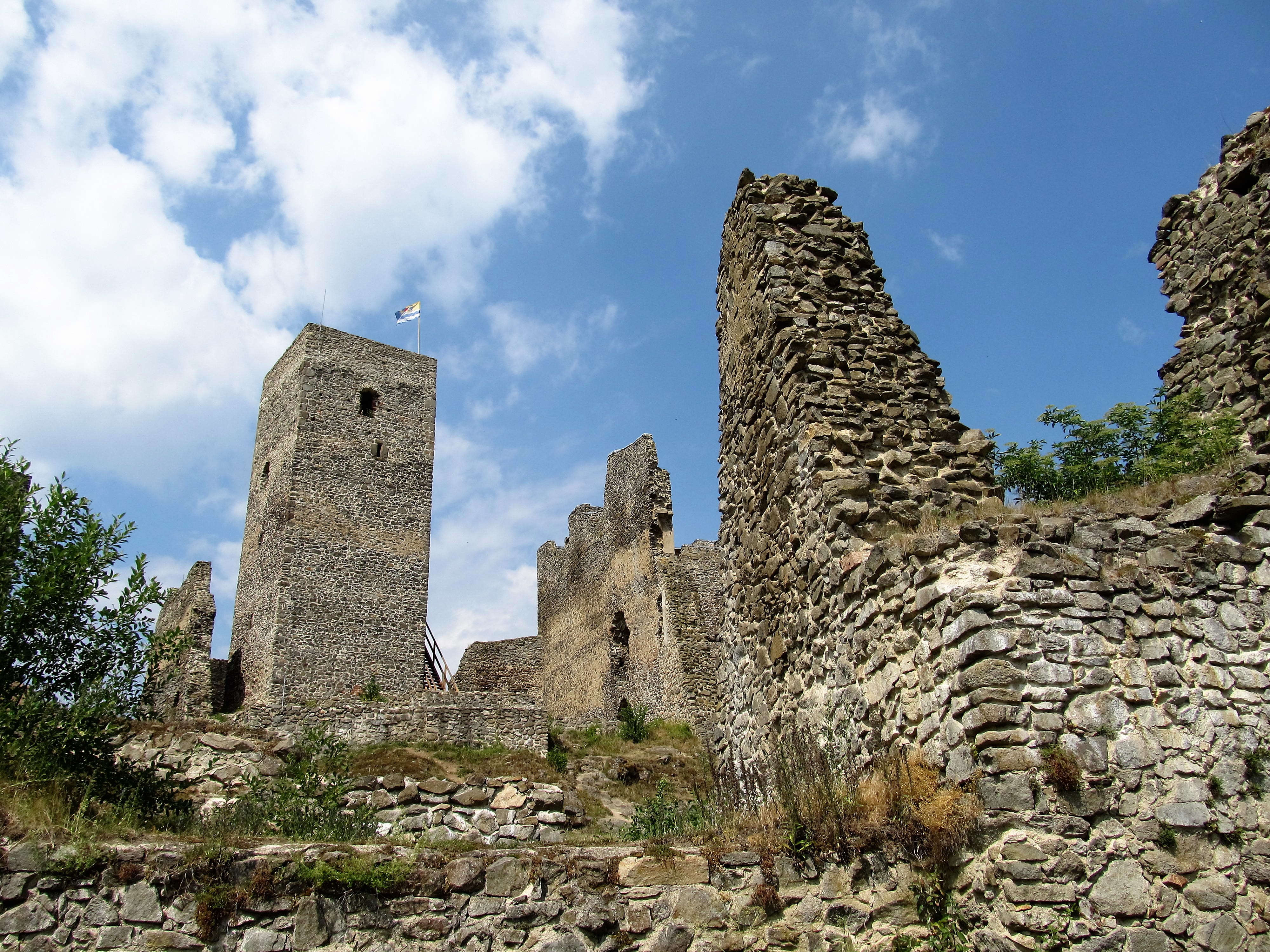
Pohled z přístupové cesty přes předhradí na věž